# Tarasa capitata
Tarasa capitata là một loài thực vật có hoa trong họ Cẩm quỳ. Loài này được (Cav.) Bates miêu tả khoa học đầu tiên năm 1965.